# 40日/40夜
40日/40夜 （よんじゅうにち・よんじゅうや）は、1984年にストラトスフィア・ミュージックが発表したコンピレーション・アルバムである。

## 概要
当時1980年から85年にかけて埼玉県狭山市に存在した自主製作レーベルの『ストラトスフィア・ミュージック』を運営するMasaki(江口昌記)がプロデュースした6カ国10組10曲からなるコンピレーション・アルバムである。
レコードに収められた音楽だけでなく、レコード盤自体がアートであるというコンセプトのもと、『レコード・オブジェ』と定義した。
当時のレーベル主宰者である江口昌記は国内・海外他レーベルのオムニバス参加等を経て現在画家・詩人として活動している模様。

## 収録アーティスト
- Pseudo Code （ベルギー）
- Borbetomagus （アメリカ）
- Un Department （フランス）
- Human Flesh （ベルギー）
- La Fondation （フランス）
- Merzbow （日本）
- Deficit Des Annees Anterieuves （フランス）
- M. B. （イタリア）
- Masaki （日本）
- Bene Gesserit （ベルギー）